# Сарагуро
Сарагуро (ісп. Saraguro / Saraguros) — народ, що мешкає в Еквадорських Андах в провінціях Самора-Чинчипе і Лоха на висотах 1800—2800 м над рівнем моря.
Також назва «Сарагуро» дана кантону Сарагуро в провінції Лоха, звідки походить народ. Це один з небагатьох народів із їх великого числа, що історично жили на цих землях, що змогли зберегти свою національну ідентичність після завоювання інками, а потім іспанцями. Їх одяг характеризується чорними пончо та капелюхами-сомбреро у чоловіків; чорними спідницями та косами у жінок. За легендою ця традиція походить від трауру по смерті Атауальпи. Проте, це викликає сумніви, бо традиція носити чорний одяг в ознаку трауру не є типовою для індіанців, а чорний колір може походити від породи лам, що мали чорний колір, крім того, такий одяг краще зберігає тепло, що важливо для мешканців високогір'їв.
Вважається, що народ був переселений до цих районів інками з Болівії або півдня Перу під час експансії Тауантінсую (Імперії Інків).
Картина світу сарагуро багато в чому засновується на ідеї дуальності, Chacana. Згідно з цим принципом усі об'єкти світу мають дуальну форму, тобто також форму відсутності існування. Також дуальнім проявляється у дуальності чоловік-жінка, день-ніч, сильний-слабкий, всі поняття приходять парами. Унаслідок проявляється і число чотири — чотири сторони світу, чотири основи всесвіту: час, простір, рух та існування; та врешті-решт Південний Хрест. Всесвіт згідно з сарагуро представляє паралельні всесвіти, що знаходяться у постійному русі та взаємодії. Крім того, важливою особливістю життя є постійне повторення ситуацій, що вже відбувалися в минулому.
До 1940 року, коли до цього району була прокладена перша автодорога, сарагуро фактично мали натуральне господарство, забезпечуючи себе всім необхідним. Зараз багато сарагуро працюють у сфері туризму та вироблення ремеслених виробів на продаж (тканин, в'язаних виробів, сомбреро та інших). Багато працюють гідами, обслуговують традиційні ресторани та магазини сувенірів. Також багато сарагуро переїхали до інших районів Еквадору та за його межі, наприклад комуна сарагуро існує зараз в Іспанії, в поселенні Вера, провінція Альмерія.